# Kleinziegenfelder Dolomit
Koordinaten: 50° 1′ 22,7″ N, 11° 11′ 48,7″ O

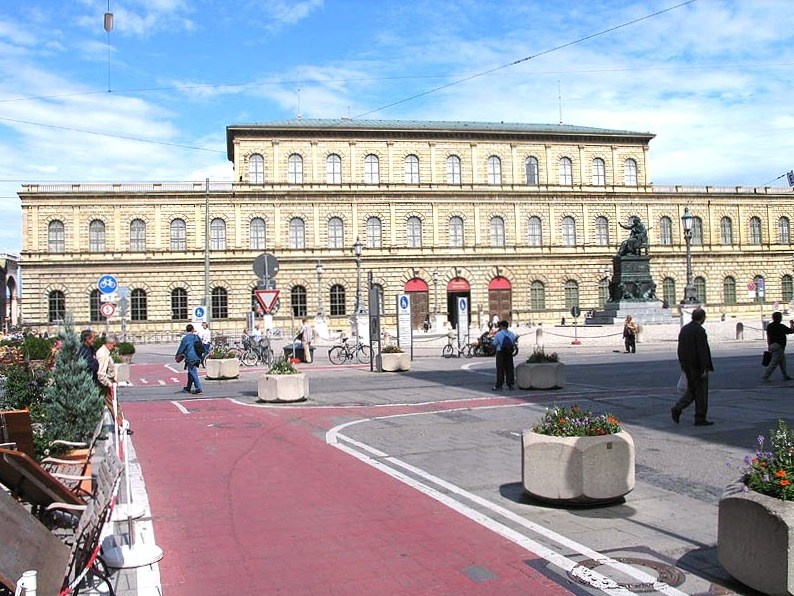
Residenz München aus Kleinziegenfelder Dolomit

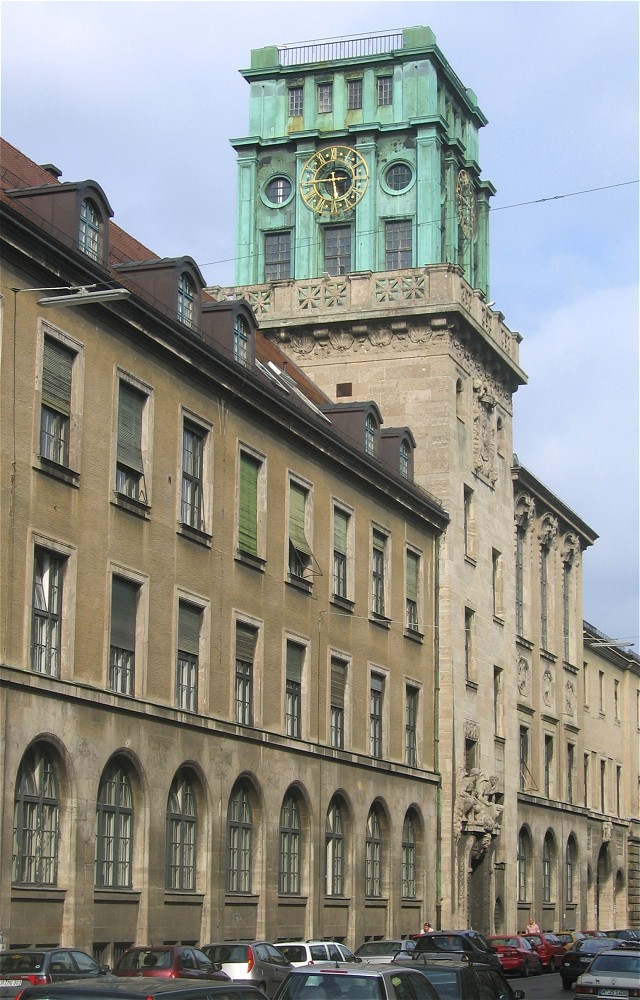
Der Turm (Bildmitte) des Gebäudes der TU München besteht aus Kleinziegenfelder Dolomit

Der Kleinziegenfelder Dolomit, auch Frankendolomit genannt, ist ein Karbonat-Gestein. Es kommt südlich von Weismain in der Nördlichen Frankenalb in Oberfranken in der Nähe des kleinen Ortes Kleinziegenfeld vor. Zu den Frankendolomiten zählt auch der Wachenzeller Dolomit. Er stammt aus dem Jura im Malm-Delta.

## Gesteinsbeschreibung
Beim Kleinziegenfelder Dolomit handelt sich um einen graubraunen, wolkenartig strukturierten Dolomit. Er besteht zu hundert Prozent aus dem Mineral Dolomit, hat ein dichtes Gefüge und enthält selten Fossilien. Die Kristallgröße liegt bei 0,1 bis 0,2 Millimetern. Risse oder Hohlräume sind mit eisen- und tonhaltiger Substanz verfüllt. Die Vorkommen, die abgebaut werden, sind tafelige Schwammrasenkalke.
Im Steinbruch unterscheidet man zwei unterschiedliche Farbsorten. Die einfarbige Sorte mit einer gelbgrauen Einfärbung und geringer Wolkung wird „Uni“ genannt, die „geblümte Sorte“ hat einen helleren Farbton und graue, bräunliche und grünliche Wolkungen.

## Verwendung
Der im Kleinziegenfelder Steinbruch gewonnene  Kleinziegenfelder Dolomit eignet sich als Mauerstein, Verblender, Formplatte, Pflasterstein, für Boden- und Fassadenplatten, Treppen, Kamine, Statuen, Grabmäler und Fensterbänke und kann poliert werden. Er ist verwitterungsresistent, bleicht aber im Außenbereich leicht aus.  
Verbaut wurde der Kleinziegenfelder Dolomit im Verwaltungsgebäude des VW Werks in Wolfsburg, in den Stahlwerken Hösch in Dortmund, im Gebäude der ehemaligen Girozentrale in Koblenz, in der WestLB in Düsseldorf, der TU, der Residenz und im Karlstor in München. Weitere öffentliche Bauwerke, in denen der Stein verbaut wurde, sind die Altmühlbrücke Kinding, der Bamberger Dom, die Kirche St. Andreas in Weiden sowie im Rottweiler Heilig-Kreuz-Münster.